# Zbiornik móżdżkowo-rdzeniowy
Zbiornik móżdżkowo-rdzeniowy (łac. cisterna cerebellomedullaris, ang. cerebellomedullaris cistern) in. zbiornik wielki (łac. cisterna magna, ang. cisterna magna) – największy i najważniejszy zbiornik podpajęczynówkowy, zlokalizowany w kącie utworzonym przez móżdżek i rdzeń przedłużony. 

## Budowa anatomiczna
Zbiornik móżdżkowo-rdzeniowy zlokalizowany jest w dole tylnym czaszki i jest utworzony przez pajęczynówkę przechodzącą z rdzenia przedłużonego na powierzchnię dolną móżdżku w jej tylnej części. Zbiornik móżdżkowo-rdzeniowy od przodu ograniczony jest przez rdzeń przedłużony, od tyłu przez oponę twardą, od góry przez móżdżek, a od dołu łączy się z jamą pajęczynówkową rdzenia kręgowego. Rozmiary zbiornika móżdżkowo-rdzeniowego są zmienne. Jego wymiar poprzeczny wynosi 5–7 cm natomiast głębokość 1,5–2 cm i jest to największy oraz najważniejszy zbiornik w jamie czaszki.

## Znaczenie kliniczne
- punkcja zbiornika móżdżkowo-rdzeniowego (z nakłucia podpotylicznego[1][3]) pozwala na pobranie płynu mózgowo-rdzeniowego do oceny obecności komórek nowotworowych w glejaku wielopostaciowym, rdzeniaku, wyściółczaku oraz przerzutach nowotworowych, diagnostyki zakażeń towarzyszących zespołowi nabytego niedoboru odporności[3], a także innych schorzeń neurologicznych[4];
- ocena zbiornika móżdżkowo-rdzeniowego podczas położniczego badania ultrasonograficznego jest zalecana w II trymestrze ciąży[5], jego zwężenie często towarzyszy rozszczepowi kręgosłupa[5][6], natomiast poszerzenie – aberracjom chromosomowym,[7] takim jak: zespół Downa (trisomia chromosomu 21), zespół Pataua (trisomia chromosomu 13), zespół Edwardsa (trisomia chromosomu 18)[7];
- zabieg połączenia komory bocznej był stosowany w leczeniu wodogłowia[8].